# New York State Route 23B
New York State Route 23B (NY 23B) ist eine in Ost-West-Richtung verlaufende State Route im westlichen Columbia County in New York in den Vereinigten Staaten. Die Strecke ist eine frühere Teilstrecke der New York State Route 23, die auf einer Länge von 10,85 km von der State Route New York State Route 9G südwestlich von Hudson zur State Route New York State Route 9H in Claverack führt. Über die Rip Van Winkle Bridge ermöglicht sie den direkten Zugang zur City of Hudson, wogegen NY 23 südlich vorbeiführt. NY 23B wurde Ende der 1950er Jahre gewidmet, nachdem NY 23 ihre heutige Streckenführung südlich an Hudson vorbei erhielt.

## Streckenbeschreibung
NY 23B zweigt von der Stammstrecke NY 23 fünf Kilometer südlich der City of Hudson und etwa 800 m östlich der Rip Van Winkle Bridge in Greenport ab. Die Kreuzung liegt am Gelände der Olana State Historic Site und befindet sich rund 300 m westlich des Campus des Columbia-Greene Community College. Route 9G und Route 23 verlaufen westlich dieses Punktes gemeinsam, NY 9G verlässt hier NY 23 und führt wie NY 23B in Richtung Hudson. NY 23B ist die westlichste Durchgangsstraße am Ostufer des Hudson River zwischen der Rip Van Winkle Bridge und Hudson, vom Fluss ist sie jedoch durch den 167 m hohen Mount Merino getrennt.

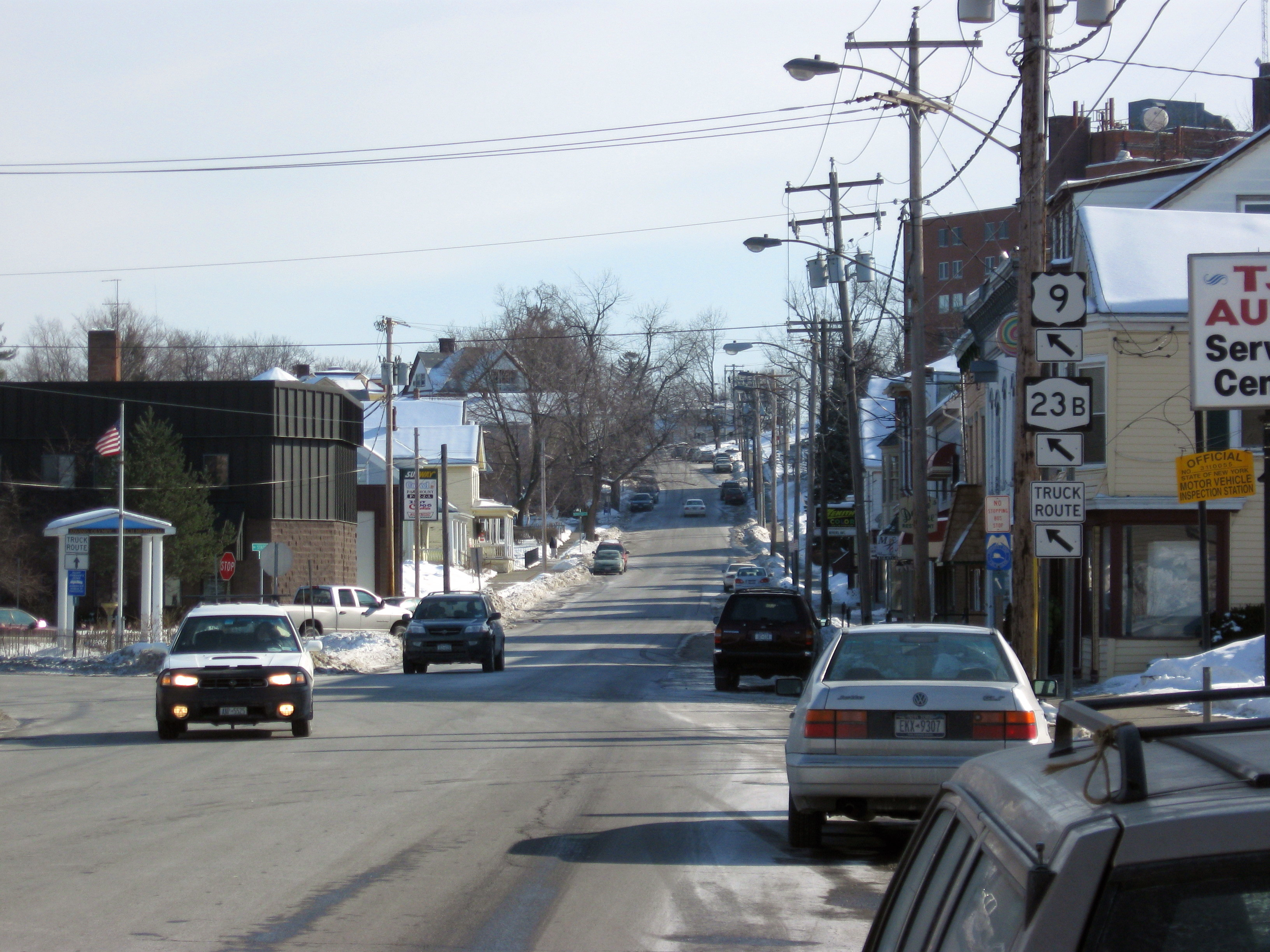
Gemeinsam mit US 9 führt NY 23B ostwärts durch Hudson.

Nachdem beide Straßen die Gemarkung Hudsons erreichen, ändert sich die Unterhaltspflicht von NY 9G and NY 23B vom Bundesstaat zur City. während diese durch die marschige South Bay führt. Die Strecke führt dann in den Downtown District, wo sie der Third Street mehrere Straßenblöcke bis zur Columbia Street folgt. Hier verlaufen NY 9G und NY 23B nach Osten entlang der Columbia Street bis zur Kreuzung mit U.S. Highway 9 am Park Place. NY 9G endet hier; NY 23B führt auf der Columbia Street weiter ostwärts, nun gemeinsam mit US 9. An der nächsten Kreuzung biegen beide Strecken auf die Green Street ein. An der Fairview Avenue zweigt US 9 von NY 23B ab und führt nach Norden, während NY 23B zum ersten Mal als eigenständige Strecke ostwärts führt. NY 23B verlässt Hudson und führt nach der Kreuzung mit dem südlichen Endpunkt von New York State Route 66 an der Columbia Street zurück nach Greenport.
In Greenport fällt die Unterhaltung von NY 23B zurück an das New York State Department of Transportation (NYSDOT). Innerhalb von Greenport verbleibt die Strecke nur einen Kilometer, bevor sie mit dem Claverack Creek auch die Grenze zur Town of Claverack überquert. Die Strecke endet rund zweieinhalb Kilometer weiter südöstlich im Weiler Claverack an der Kreuzung mit New York State Route 9H und NY 23. Hier trennen sich NY 23 und NY 9H; NY 23 führt statt NY 23B weiter nach Osten.

## Geschichte
Als 1924 die ersten Fernstraßen in New York ausgeschildert wurden, wurde die Strecke der heutigen NY 23B zwischen der Third Street in Hudson und Claverack als NY 23 ausgewiesen. Westlich von Hudson führte NY 23 mittels einer Fähre über den Hudson River nach Athens. Die Rip Van Winkle Bridge über den Hudson River zwischen Catskill und Greenport wurde am 2. Juli 1935 für den Verkehr freigegeben; NY 23 erhielt jedoch erst eine neue Streckenführung über die Brücke, als die Fähre zwischen Athens und Hudson Ende der 1940er Jahre stillgelegt wurde. Ende der 1950er Jahre wurde die Streckenführung zwischen dem östlichen Ende der Brücke und Claverack auf eine neue, südlichere Trasse über Bell Pond verlegt. Die bis dahin geltende Streckenführung über Hudson wurde neu als NY 23B gewidmet.

## Belege
1. 1 2 3  Google Maps: Verlauf der NY 23B. Abgerufen am 10. Februar 2011 (englisch).
2. 1 2  United States Geological Survey (Hrsg.): Hudson South Quadrangle – New York.  [Karte], Maßstab 1 : 24.000 (= 7.5 Minute Series (Topographic)). 1980 (englisch, nysgis.state.ny.us (Memento des Originals vom 21. Dezember 2010 im Internet Archive) [abgerufen am 10. Februar 2011]).
3. 1 2  Columbia County Inventory Listing. (CSV) New York State Department of Transportation, 2. März 2010, ehemals im Original (nicht mehr online verfügbar); abgerufen am 10. Februar 2011 (englisch). (Seite nicht mehr abrufbar. Suche in Webarchiven)
4. ↑   New York’s Main Highways Designated by Numbers, 21. Dezember 1924, S. XX9 (englisch).
5. ↑  Rand McNally Auto Road Atlas (eastern New York). Rand McNally, 1926 (englisch, broermapsonline.org [abgerufen am 10. Februar 2011]).  Info: Der Archivlink wurde automatisch eingesetzt und noch nicht geprüft. Bitte prüfe Original- und Archivlink gemäß Anleitung und entferne dann diesen Hinweis.
6. ↑   Open New Bridge Over The Hudson, 3. Juli 1935, S. 21 (englisch).
7. ↑  General Drafting (Kartograph): Official Highway Map of New York State.  [Karte]. Hrsg.: State of New York Department of Public Works. 1947–48 Auflage. (englisch).
8. ↑  General Drafting (Kartograph): New York.  [Karte]. Hrsg.: Esso. 1950. Auflage. 1949 (englisch).
9. ↑  General Drafting (Kartograph): New York with Special Maps of Putnam–Rockland–Westchester Counties and Finger Lakes Region.  [Karte]. Hrsg.: Esso. 1958. Auflage. 1958 (englisch).
10. ↑  Rand McNally (Kartograph): New York and New Jersey Tourgide Map.  [Karte]. Hrsg.: Gulf Oil Company. 1960 (englisch).